# 아시안 게임 네팔 선수단
아시안 게임 네팔 선수단은 네팔 대표로 아시안 게임에 참가하는 선수단이다.